# 20468 Petercook
20468 Petercook è un asteroide della fascia principale. Scoperto nel 1999, presenta un'orbita caratterizzata da un semiasse maggiore pari a 3,1925405 UA e da un'eccentricità di 0,2296586, inclinata di 1,96757° rispetto all'eclittica.